# 1.ᵉʳ Batallón Ciclista de Paracaidistas
El 1.ᵉʳ Batallón Ciclista de Paracaidistas (1. Fallschirm-Radfahr-Abteilung), fue un Batallón de la Luftwaffe durante la Segunda Guerra Mundial.

## Historia
Formada en enero de 1944 como Tropa de Ejército del 1.er Ejército de Paracaidistas, con 5 Compañías. En junio de 1944 es renombrada como el 21.ᵉʳ Batallón Ciclista de Paracaidistas.

## Subordinado
| 1.er Ejército de Paracaidistas | Enero‐Junio de 1944 |

- Datos: Q17374307